# Tachycineta stolzmanni
La golondrina de Tumbes (Tachycineta stolzmanni) es una especie de ave del género Tachycineta, de la familia Hirundinidae. Se distribuye en América del Sur.

## Distribución y hábitat
Esta especie se distribuye en el noroeste del Perú (en el sur de La Libertad) y en la costa del sudoeste de Ecuador (Loja). Esta golondrina habita generalmente en lugares abiertos, cerca del agua. 

## Costumbres
Esta golondrina se alimenta principalmente de insectos voladores. Normalmente se encuentran en parejas o en pequeños grupos. Su nido lo sitúa en el hueco de un árbol, o entre rocas o estructuras artificiales. Construye su nido, con plumas y algunas fibras vegetales; allí la hembra incuba sus blancos huevos.  

## Taxonomía
Esta especie monotípica fue descrita originalmente por Rodolfo Amando Philippi en el año 1902, bajo el nombre científico de: Hirundo stolzmanni. Su localidad tipo es: «Chepén, La Libertad, Perú».
Integra una superespecie compuesta por 3 especies: Tachycineta albilinea, Tachycineta albiventer, y Tachycineta stolzmanni, las que durante muchos años fueron consideradas conespecíficas, pero difieren en la estructura del nido, el llamado en vuelo, y morfología. Nuevos análisis basados en el citocromo b también apoyan el tratamiento como especies plenas.
Las especies: Tachycineta leucorrhoa, Tachycineta bicolor, Tachycineta albilinea, Tachycineta stolzmanni, Tachycineta albiventer, y Tachycineta meyeni, a veces son colocadas en un género separado: Iridoprocne, pero estudios de sus ADN indican una estrecha relación de estos taxones con el clado formado por: Tachycineta thalassina, Tachycineta euchrysea, y Tachycineta cyaneoviridis, y por lo tanto, el agrupamiento de todos en un solo género.